# Hilarempis sigillata
Hilarempis sigillata är en tvåvingeart som beskrevs av Collin 1933. Hilarempis sigillata ingår i släktet Hilarempis och familjen dansflugor. Inga underarter finns listade i Catalogue of Life.